# Eddie Defacq
Eddie Defacq est un auteur, compositeur et interprète belge né à Ixelles le 29 décembre 1933 et décédé à Namur le 12 juillet 2013.

## Biographie
Bien que ne connaissant pas la musique, en 1954, il remportera le prix « Carlos de Radzitzky»[réf. nécessaire] décerné au meilleur clarinettiste. Il avait alors 20 ans. Au même concours, en 1955 il remporte le prix « Benny Goodman ». Il décide alors de prendre des cours. Il quitte la Belgique pour la Suède, le Danemark, le Congo Belge, l’Égypte, et l’Italie, où il se produit pendant plusieurs années.
En 1964, il interrompt sa carrière de musicien de jazz pour se consacrer entièrement à la chanson française. En 1977 il se consacrera exclusivement à la composition. En 1988, il formera un quartet consacré au répertoire de Benny Goodman, tout en jouant de la clarinette dans un tout autre style que celui de Benny Goodman. Un style plus moderne et surtout une autre manière d’utiliser l’instrument. Pendant douze années l’« Eddie Defacq Quartet » se produira au « Rubens », au cœur de Bruxelles.
Il est le beau-père de Karine et le père de Rebecca.

## Discographie
1964
Album récompensé par le prix Chouette
- Paysans (E. Defacq - J. Marescaux)
- Louise, c'est la nuit (E. Defacq - J. Marescaux)
- Ces petits riens (E. Defacq)
- Le jardin du curé (E. Defacq)
- Pensée musicale (A Jean-Sébastien Bach)(E. Defacq - J. Marescaux)
- Une jeune fille m'a dit (E. Defacq - J. Marescaux)
- Comme deux enfants (E. Defacq)
- La chambre d'à côté (E. Defacq)

1965
- Paysans (E. Defacq - J. Marescaux)
- Le jardin du curé (E. Defacq)
- La chambre d'à côté (E. Defacq)
- Louise, c'est la nuit (E. Defacq - J. Marescaux)
- L'étranger (E. Defacq)
- Ma voisine aux yeux verts (E. Defacq)
- Émile, t'avais raison (E. Defacq)
- Rembrandt (E. Defacq - J. Marescaux)
- Emile, t'avais raison (E. Defacq)
- Comme deux enfants (E. Defacq)
- La chambre d'à côté (E. Defacq)
- L'étranger (E. Defacq)
- Ma voisine aux yeux verts (E. Defacq)
- Paysans (E. Defacq - J. Marescaux)
- Louise, c'est la nuit (E. Defacq - J. Marescaux)
- Ces petits riens (E. Defacq)
- Le jardin du curé (E. Defacq)
- Pensée musicale (A Jean-Sébastien Bach) (E. Defacq - J. Marescaux)
- Une jeune fille m'a dit (E. Defacq - J. Marescaux)

1966
- Ce jour que tu attends (E. Defacq)
- Katerine (E. Defacq)
- Tout le long de la mer du nord (E. Defacq)
- Mon copain Grégoire (E. Defacq)

1967
- Les mariniers (E. Defacq)
- A Cherbourg (E. Defacq - J. Minne)
- Le fruit défendu (E. Defacq)
- Les peupliers (E. Defacq - J. Marescaux)
- Les poètes maudits (E. Defacq - J. Marescaux)
- Breughel (E. Defacq - J. Marescaux)
- Les exilés (E. Defacq - J. Minne)
- Lettre à Marjorie (E. Defacq)
- Le moujik (E. Defacq - J. Marescaux)
- L'andalou (E. Defacq - J. Minne)
- Tu as le diable au corps (E. Defacq)
- Prince du carnaval (E. Defacq)

1968
- L'été dernier à Liège (E. Defacq - R. Thyssen - J. Minne)
- Je t'avais bien dit (E. Defacq - R. Thyssen - J. Minne)
- Les extrémistes (E. Defacq - R. Thyssen)
- Rumeur de la mer (E. Defacq - R. Thyssen - J. Marescaux)

1969
- Wallonie (E. Defacq)
- Quand t'avais vingt ans Gérard (E. Defacq - J. Minne)
- La vie (E. Defacq - J. Minne)
- Waterloo (E. Defacq - J. Marescaux)
- Les chevaux sauvages (E. Defacq - J. Minne)
- Avoir un ami (E. Defacq - J. Minne)
- Le temps de l’été (E. Defacq - J. Minne)
- La légende des enfants et des anges (E. Defacq - J. Marescaux)

1970
- Les enfants (E. Defacq - J. Minne)
- Mon pays (E. Defacq - J. Marescaux)
- Sur les rivages d'Irlande (E. Defacq - J. Marescaux)
- Rappelle-toi (E. Defacq - J. Minne)

1971
- Les comédiens (E. Defacq)
- Le pays ou l'herbe est encore verte (Mélodie traditionnelle - E. Defacq)
- Les ordinateurs (E. Defacq - J. Minne)
- De Rotterdam à Amsterdamv (E. Defacq - J. Minne)

1972
- Et pourtant la vie est belle (E. Defacq)
- Ils ont déjà vingt ans (E. Defacq)

1973
- Les tisserands flamands (E. Defacq - J. Marescaux - E. Defacq)
- Ceux du mois d'août (E. Defacq - J. Minne)
- Comme eux (E. Defacq)
- Tout comme les oiseaux (E. Defacq - J. Minne)
- Rembrandt (nouvelle version) (E. Defacq - J. Marescaux)
- Les mariniers (E. Defacq)
- Paysans (nouvelle version) (E. Defacq - J. Marescaux)
- Quand nous serons vieux (E. Defacq - R. Thyssen - J. Minne - E. Defacq)
- Chanson à Émile Verhaeren (E. Defacq)
- La chambre d'à côté (nouvelle version) (E. Defacq)
- Un amour (E. Defacq)
- Wallonie (nouvelle version) (E. Defacq)

1976
- Je suis né des brumes du Nord (E. Defacq)
- Comme les canards sauvages (E. Defacq)
- J'ai dit ton nom (E. Defacq)
- Mon père (E. Defacq)
- Le vent (E. Defacq)
- Ce jour de la Saint-Jean (E. Defacq)
- Chanson à Rébecca (E. Defacq)
- Bacchus (E. Defacq)
- La tempête (E. Defacq)
- Lassitude (E. Defacq)
- Le peuple (E. Defacq)
- Ce soir dans ma chambre (E. Defacq)

1977
- Rubens (Version française) (E. Defacq)
- Rubens (Version orchestrale) (E. Defacq)
- Rubens (Version néerlandaise) (E. Defacq)

1978
- Elle avait (E. Defacq)
- Le nénuphar (E. Defacq)

1986
- Erotic melody (E. Defacq)
- Magazine (E. Defacq)
- Walesa (E. Defacq)
- Andromèdes Galaxy (E. Defacq)
- Autumn time (E. Defacq)
- Speedy violet (E. Defacq)
- Nathanaël (E. Defacq)
- Albatros (E. Defacq)
- Trio pour clarinette, basse électrique et batterie (Petite suite atonale) (E. Defacq)

1989
- Stéphanie melody (E. Defacq)
- Alexa (E. Defacq)

1997
- Être dans tes bras (E. Defacq)
- Brève rencontre à Solingen (E. Defacq)
- Paysan (E. Defacq - J. Marescaux)
- La chambre d'à côté (E. Defacq)
- Les mariniers (E. Defacq)
- Rembrandt (E. Defacq - J. Marescaux)
- J'ai dit ton nom (E. Defacq)
- Je suis né des brumes du nord (E. Defacq)
- Ce soir dans ma chambre (E. Defacq)
- Bacchus (E. Defacq)
- Lassitude (E. Defacq)
- Le nénuphar (E. Defacq)
- Chanson à Rébecca (E. Defacq)
- La tempête (E. Defacq)
- Tu as le diable au corps (E. Defacq)
- Chanson à Emile Verhaeren (E. Defacq)
- Wallonie (E. Defacq)
- Rubens (E. Defacq)
- L'étranger (E. Defacq)
- Je t'aime (E. Defacq)
- Pensée musicale (A Jean-Sébastien Bach) (E. Defacq - J. Marescaux)
- Elle avait (E. Defacq)
- Andromedes galaxy (E. Defacq)
- Nocturne jazz (E. Defacq)
- Dibangogramme (E. Defacq)
- Trio pour clarinette, basse fretless et batterie (Petite suite atonale) (E. Defacq)
- Feeling jazz (E. Defacq)
- Chimigramme (E. Defacq)
- Musigramme (E. Defacq)
- Amalgramme (E. Defacq)
- Nottingramme palace (E. Defacq)
- Le baiser nocturne (E. Defacq)
- From Yaoundé to Kawasaki (E. Defacq)
- Automn time (E. Defacq)
- Pantonalgramme (E. Defacq)
- Magazine (E. Defacq)
- Automn time (Version orchestrale) (E. Defacq)
- Walzgramme (E. Defacq)